# 라이언 드블린
라이언 데블린(Ryan Devlin, 1980년 6월 5일 ~ )은 미국의 배우이다. 《베로니카 마스》, 《커트니 콕스의 러브 앤 프렌즈》 등의 텔레비전 시리즈에 출연하였다. 랜싱에서 태어났다.

## 출연 작품

### 영화
- 내 생애 가장 징글징글한 크리스마스 (2006)
- Weather Girl (2009)
- 마마듀크 (2010)

### 텔레비전
- 워 앳 홈 (2005)
- 베로니카 마스 (2006, 2019)
- 커트니 콕스의 러브 앤 프렌즈 (2010-11)